# كومبيانو
كومبيانو (بالإيطالية: Compiano)‏ هي بلدية في مقاطعة بارما في إقليم إميليا رومانيا الإيطالي.

## السكان
في سنة 1861 بلغ عدد السكان 1٬991 نسمة، وتطور العدد ليصل في سنة 2011 لـ 1٬122 نسمة.
يظهر هذا المخطط البياني تطور النمو السكاني لـ كومبيانو